# Santa-Lucia-di-Moriani
Santa-Lucia-di-Moriani é uma comuna francesa na região administrativa de Córsega, no departamento da Alta Córsega. Estende-se por uma área de 6,22 km². 